# آرامگاه میرزاها
آرمگاه میرزاها ، معروف به مقبره میرزاها است مربوط قرن ۷ و ۸ هجری قمری در شهر تاریخی تون و جنب میدان گلشن واقع شده‌است.
این اثر در تاریخ ۱ آذر ۱۳۸۸ با شمارهٔ ثبت ۲۸۱۳۰ به‌عنوان یکی از آثار ملی ایران به ثبت رسیده است.